# Frank Asaro
Frank Asaro (narozen jako Francesco Asaro; 31. července 1927 – 10. června 2014) byl americký chemik, který se proslavil zejména jako spoluobjevitel „iridiové stopy“ v jílové vrstvě horniny z období přelomu křídy a paleocénu (hranice K-T nebo nověji K-Pg, datovaná do doby před 66 miliony let). Stal se tak roku 1980 spolu s Luisem Alvarezem, Walterem Alvarezem a Helem Michelovou tvůrcem impaktní teorie o vyhynutí dinosaurů - myšlenky, že vymírání na konci křídy způsobil dopad velké planetky z vesmíru. Asaro byl od 50. let 20. století specialistou na datování archeologických a paleontologických objektů a nálezů (hornin, soch, keramiky apod.) za pomoci moderních chemicko-fyzikálních laboratorních metod. Po celý svůj život žil a působil v Kalifornii a jeho jméno je spojeno s Kalifornskou univerzitou v Berkeley.